# Clossiana transversa
Clossiana transversa är en fjärilsart som beskrevs av Lingonblad 1944. Clossiana transversa ingår i släktet Clossiana och familjen praktfjärilar. Inga underarter finns listade i Catalogue of Life.